# 梁夏銀
梁夏銀（韓語：양하은，1994年2月25日—），韓國女子乒乓球运动员。
2015年世乒賽（蘇州）與左撇子許昕組成中韓組合奪混雙冠軍，是1977年世乒賽女雙冠軍的中朝組合楊瑩與朴英玉38年以來再一次有跨國組合在雙打摘冠。這也是南韓自1993年起22年來首個世乒冠軍。2016年里約奧運女團第三球手，梁夏銀輸掉所有單打但贏下所有女雙，南韓女團八強止步。梁夏銀一直跟大一歲的田志希（原籍中國）競爭同一個年齡段的主力位置。

## 重要比賽
2010年亞運–乒乓（廣州/11月）
- 以第五球手隨女團出戰，16歲的梁夏銀僅獲分配在分組賽與卡塔爾打一場單打，勝。其後南韓在四強敗於中國，梁夏銀隨隊獲銅牌。
- 女雙夥拍石賀淨在16強遇上中國的郭躍與李曉霞遭0–3（10–12, 3–11, 14–16）出局。

2011年世乒賽女單（鹿特丹/5月）
- 17歲的梁夏銀在32強敗於日本的石川佳純（18歲），比分2–4（8–11, 5–11, 8–11, 11–9, 11–8, 8–11）。
- 女雙夥拍石賀淨在32強遇上荷蘭的李佼和李潔，3–4（11–7, 9–11, 11–8, 8–11, 11–1, 8–11, 8–11）遭淘汰。
- 混雙夥拍金珉錫在32強遇上香港的江天一和李皓晴，0–4（ 8–11, 5–11, 8–11,  8–11）遭淘汰。

2012年世乒賽團體賽（多特蒙德/3月）
- 再度以第五球手隨隊出戰，18歲的梁夏銀僅獲分配在分組賽與俄羅斯打一場單打，勝。其後南韓在四強敗於新加坡，梁夏銀隨隊獲銅牌。

2012年奧運（倫敦/8月）
- 南韓女團四席為金暻娥、石賀淨（原籍中國）和唐汭序（原籍中國）和朴美英所據，18歲的梁夏銀未爭得女團和女單參賽資格。

2013年世乒賽（巴黎/5月）
- 女單32強遭奧地利的劉佳3–4（7-11, 13-11, 11-6, 11-5, 10-12, 7-11, 5-11）淘汰。
- 女雙夥拍朴英淑，八強遇中國的郭躍與李曉霞，猶如2010年亞運女雙16強翻版，遭0–4（4–11, 8–11, 8–11, 5–11）出局。
- 混雙夥拍趙彥來，八強遭北韓的金赫峰與金仲1–4（5–11, 9–11, 8–11, 11–6, 3–11）淘汰。

2013年亞錦賽（釜山/6月）
- 女單32強0-3負印度的Ankita Das。

2014年世乒賽團體賽（東京/4月）
- 梁夏銀在分組賽單打2–3不敵新加坡的馮天薇（原籍中國）。16強對羅馬尼亞，單打2–3負於Elizabeta Samara，再單打2–3負於瑟奇·贝尔纳黛特，南韓女團總比分2–3出局。

2014年亞運–乒乓（仁川/9月）
- 女團分組賽上演日韓戰，梁夏銀單打1–3（13–11, 8–11, 5–11, 7–11）先負福原愛，再2–3（8–11, 12–10, 13–11, 7–11, 7–11）負石川佳純。八強上演南北兩韓內戰，2–3（11–9, 2–11, 7–11, 11–8, 3–11）先負金仲，再1–3（9–11, 9–11, 11–3, 4–11）負李明順 ，南韓女團出局。
- 繼女團後，女單八強再遇石川佳純，梁夏銀吸取教訓，4-1（9-11, 11-6, 11-5, 11-9, 11-7）得勝，四強遭中國的劉詩雯0-4（3-11, 5-11, 1-11, 7-11）擊敗，獲得亞運銅牌。
- 混雙夥拍李廷佑，16強遇北韓的金赫峰與金仲，遭1–3（3–11, 13–11, 4–11, 7–11）淘汰。

2015年世乒賽（蘇州/4月）
- 女單16強遇中國的劉詩雯，猶如2014年亞運四強翻版，0–4（ 5–11, 4–11, 6–11, 3–11）遭淘汰。
- 女雙夥拍朴英淑，八強遭新加坡的馮天薇與于夢雨（均原籍中國），2–4（8–11, 5–11, 7–11, 11–6, 9–11）遭淘汰。
- 混雙夥拍許昕，決賽4-0（11–7, 11–8, 11–4, 11–6）完封日本的石川佳純與吉村真晴，夺冠。[4]

2015年亞錦賽（芭提雅/9月）
- 女單64強4-0勝北韓的金頌伊，16強0-4負日本的福原愛。
- 女雙夥拍李智蕴八強遭中國的陳夢與朱雨玲0-3淘汰。

2015年乒乓球世界盃（仙台/10月）
- 憑外卡首度殺入正賽。[5]16強遭荷蘭的李佼1–4淘汰。

2016年世乒賽團體賽（吉隆坡/2月）
- 女團分組賽對奧地利，梁夏銀單打1–3負索菲亚·波尔卡诺娃。另一場分組賽對香港，梁夏銀先2–3負李皓晴,再1–3負杜凱琹。至16強對德國，梁夏銀0–3負Petrissa Solja，南韓女團出局。

2016年奧運（里約熱內盧/8月）
- 晉升為南韓女乒第三大主將，與田志希（原籍中國）、徐孝元同獲分配奧運女團名額，但兩個女單名額被由兩名隊友爭得。
- 女團16強對羅馬尼亞，猶如2014年世乒賽團體賽16強翻版。女團雙打夥拍田智希以3–1（12–10, 9–11, 13–11, 11–8）擊敗瑟奇·贝尔纳黛特與Daniela Dodean，但梁夏銀之後單打以1–3（8–11, 11–7, 10–12, 9–11）負Elizabeta Samara，比2014年世乒賽團體賽時輸得更多。最終南韓女團以3–2擊敗羅馬尼亞。女團八強對新加坡，女團雙打夥拍田志希以3–2（11–7, 11–4, 4–11, 10–12, 11–7）勝于夢雨與周一涵（均原籍中國），但梁夏銀之後單打以1–3（3–11, 11–9, 14–16, 4–11）負馮天薇（原籍中國），南韓女團以2–3遭淘汰。

2017年亞錦賽（無錫/4月）
- 女單16強2-3負北韓的崔鉉花。
- 女雙夥拍李智蕴，八強1-3負中國的王曼昱與陳可。
- 混雙夥拍李相秀，八強1-3負日本的田添健汰與前田美優。
- 女團16強對北韓，梁夏銀單打3-1勝金頌伊，南韓女團3-0晉級。八強對日本，梁夏銀單打0-3負日本16歲新人平野美宇，南韓女團0-3出局。[6]

2017年世乒賽（杜塞爾多夫/5月）
- 女單32強3-4（7-11, 11-8, 10-12, 12-10, 11-13, 11-5, 4-11）負日本18歲小將加藤美優。
- 女雙夥拍李智蕴，64強爆冷1-4（3-11, 4-11, 11-8, 7-11, 11-13）負美國的張安與吴炫宁。
- 混雙夥拍李相秀，八強1-4（11-13, 3-11, 5-11, 11-8, 6-11）負日本的石川佳純與吉村真晴。

## 混雙
2014年亞運混雙夥拍李廷佑，16強遇北韓的金赫峰與金仲，遭1–3（3–11, 13–11, 4–11, 7–11）淘汰。這對北韓組合此後在2017年世錦賽摘冠。
1999年世乒賽（埃因霍芬）是最後一次允許跨國組合雙打，讓屆克羅地亞的普里莫拉茨與白俄羅斯的萨姆索诺夫奪男雙銅牌。2015年重新開放跨國組合雙打，梁夏銀即與與許昕組中韓混雙組合，決賽4-0橫掃日本的石川佳純與吉村真晴。
2016年世乒賽團體賽16強對梁夏銀0–3負德國的Petrissa Solja。2017年世乒賽混雙Petrissa Solja與中國的方博組中德組合，四強負吉村真晴與石川佳純。

## 技術風格
前任日本男乒總教練宮﨑義仁在東京電視台直播2015年世錦賽混雙決賽旁述，至第一局打成3:3時評述「梁夏銀擅相持球，沒什麼必殺技，但是相持很耐心，有韌勁」。